# سبيكة سهلة الانصهار

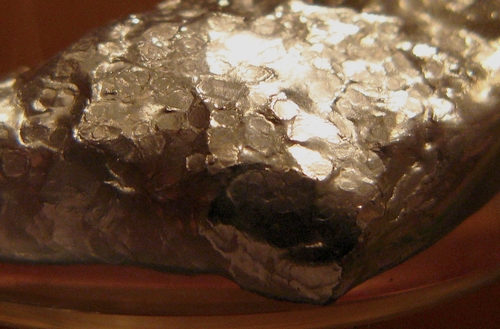

السبيكة القابلة للانصهار أو السبيكة سهلة الانصهار (بالإنجليزية: Fusible alloy)‏، هي سبيكة معدنية قادرة على الانصهار بسهولة. وتنصهر هذه السبائك في درجات حرارة منخفضة نسبيا. تستعمل بعض أنواع هذه السبائك لصنع الصهيرة، وأخرى لنقل الحرارة باعتبار الموصلية الجيدة للمعادن. أحياناً يتم استعمال هذا المصطلح لوصف السبائك التي تنصهر تحت درجة 183 سيليزية.